# Steganosticha
Steganosticha é um gênero de mariposa pertencente à família Acrolepiidae.